# اینا زلیدنیس
اینا زلیدنیس (انگلیسی: Inna Zlidnis؛ زادهٔ ۱۸ آوریل ۱۹۹۰) بازیکن فوتبال اهل استونی است.
وی همچنین در تیم ملی فوتبال Estonia بازی کرده‌است.